# Aerozole siarczanowe
Aerozole siarczanowe – aerozole atmosferyczne zawierające siarczany lub kwas siarkowy. Biorą udział w jednym z mechanizmów nukleacji chmur w atmosferze.
Aerozole siarczanowe w stratosferze odgrywają istotną rolę w hipotezach inżynierii klimatu, podobną do roli aerozoli w stratosferze po wybuchu wulkanów. W tej hipotezie aerozole siarczanowe powodują oziębianie Ziemi poprzez rozpraszanie promieniowania słonecznego.